# Arenostola verecunda
Arenostola verecunda là một loài bướm đêm trong họ Noctuidae.